# Печатка царя Соломона

Печатка Соломона

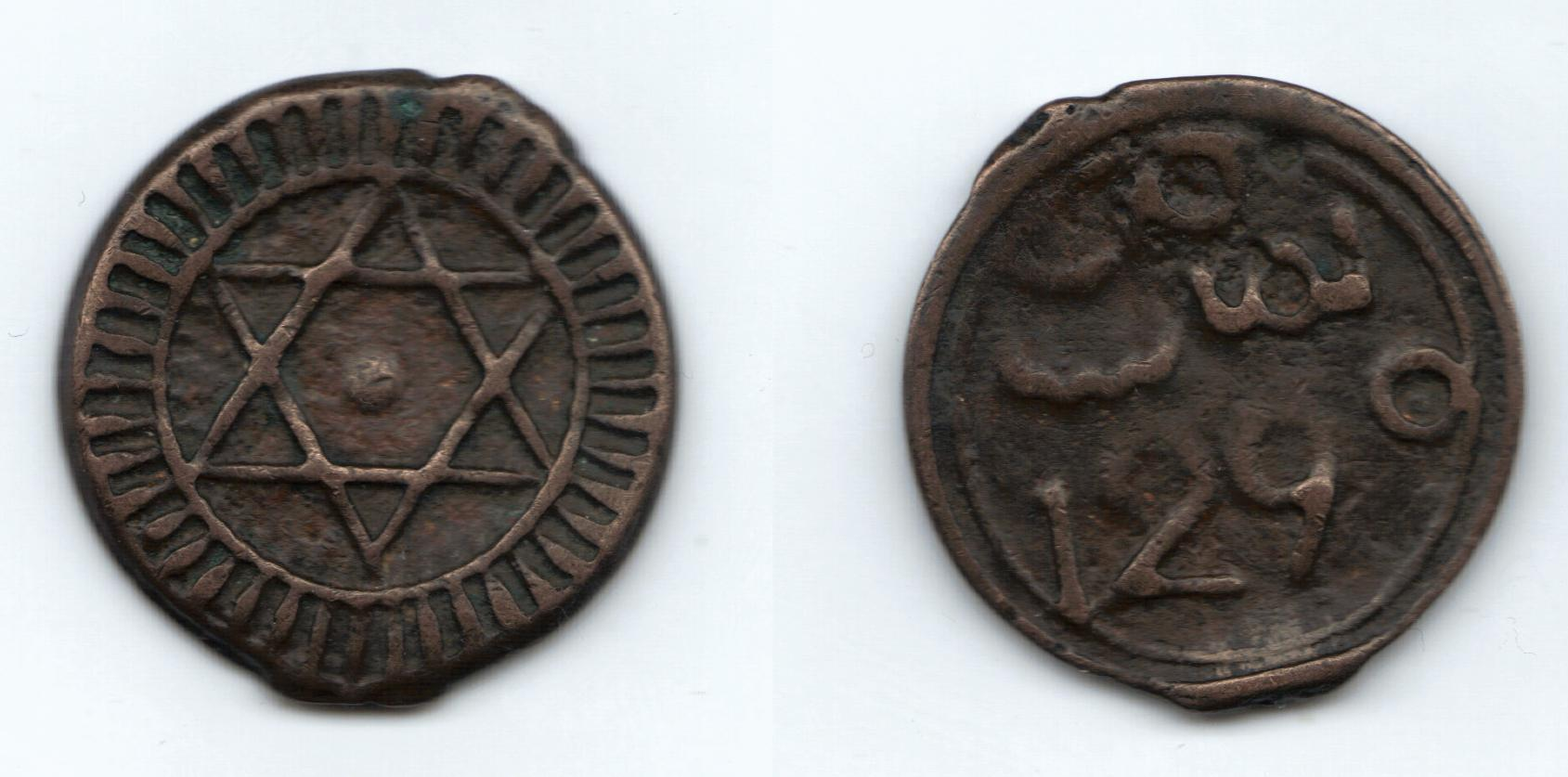
Печатка Соломона на монеті Марокко

Печатка царя Соломона (араб. اتم سليمان) — в єврейських та ісламських середньовічних легендах, а також в християнській Середньовічній Європі печаткою Соломона називається символ з двох накладених один на одний рівносторонніх трикутників (Зірка Давида), поміщений на легендарному персні — печатці царя Соломона, який давав йому владу над джинами і можливість розмовляти з тваринами.
Соломону вдалося зв'язати і запечатати 72 демона-князя з їх легіонами в мідній посудині. Після він командував цими духами на свій розсуд. За легендою Соломону вдалося вивідати у духів багато таємних знань, які він застосував у своєму житті. За допомогою цієї печатки Соломон здобув повагу і добре ставлення багатьох людей, зумів виграти битви і залишився неушкоджений в битвах.
Відомо безліч типів тлумачень цих легенд. За однією з них, на персні було розміщено ім'я Бога і чотири камені, за іншою, — символ, відомий зараз як «Зірка Давида» вписаний в коло, а між її променями розміщуються точки, або якісь інші символи. Наприклад шестипелюсткові розетки, квітки з сьомим елементом у центрі, відомі по орнаментиці стародавнього Межиріччя, Єгипту та Еллади. В Середньовіччя їх стали називати «семиколовою печаткою» і теж пов'язали з печаткою Соломона. У християнстві печатка тлумачилася, як знак «семи століть світової історії», що знаходяться під управлінням Архангелів і пов'язані з «сімома планетами». Архангел Михаїл як Архангел Сонця вважається головою правління і уособлює квінтесенцію (п'ятий елемент) центру печатки. Решта шість розташовуються навколо нього. В мусульманському світі шестипроменева зірка в колі з точками вважається символом мудрості і поміщається на предмети побуту та інтер'єру. В Марокко, наприклад, печатку Соломона зображали на монетах. В наш час «Зірка Давида» і «Печатка Соломона» іноді вважаються одним символом. «Приховану печатку» багато містиків знаходили і знаходять замаскованою на багатьох творах мистецтва — вівтарних картинах, статуях, в малюнках і гравюрах епохи Середньовіччя і Відродження. Зображення семикругової печатки можна бачити в центрі лабіринтів, наприклад в лабіринті підлоги собору в Шартрі. Містичне значення печатки Соломона пов'язано також з легендою про будівництво Храму Соломона в Єрусалимі.